# Feinde (Gorki)
Feinde (russisch Враги, Wragi), auch Die Feinde, ist ein Drama, das der russische Schriftsteller Maxim Gorki im Sommer 1906 in Amerika niederschrieb. Im selben Jahr brachten Dietz in Stuttgart und Snanije in Petersburg die Buchausgabe in Russisch heraus. Die Inszenierung von Boris Michailowitsch Suschkewitsch wurde am 25. September 1933 am Leningrader Staatlichen Schauspielhaus uraufgeführt.
Da die Feinde in Russland Aufführungsverbot erhielten, liegt die deutsche Erstaufführung Jahrzehnte vor der russischen: Am 24. November 1906 brachte Victor Barnowsky das Stück auf die Bühne des Kleinen Theaters Berlin. Allerdings verbot die deutsche Polizei das Stück. Barnowskys Inszenierung wurde am 7. Dezember 1906 das letzte Mal gegeben. Der Text in der Übersetzung ins Deutsche von Otto Demetrius Potthoff war im selben Jahr bei Ladyschnikow in Berlin erschienen. Dann am 8. Dezember 1912 waren die Feinde an der Freien Volksbühne zu sehen. 1920 nahm Piscator das Stück ins Programm seines Proletarischen Theaters. 1952 führte Fritz Wisten in der Aufführung an der Volksbühne Regie. Wolfgang Heinz brachte das Stück am 3. Oktober 1967 auf die Bretter des Deutschen Theaters Berlin. 1976 strahlte das ZDF seine Fassung mit Rolf Henniger, Margot Trooger und Pinkas Braun aus.

Als Stoff verwendete Gorki unter anderen Begebenheiten aus dem Streik in der Morosowschen Textilmanufaktur im Jahr 1905.

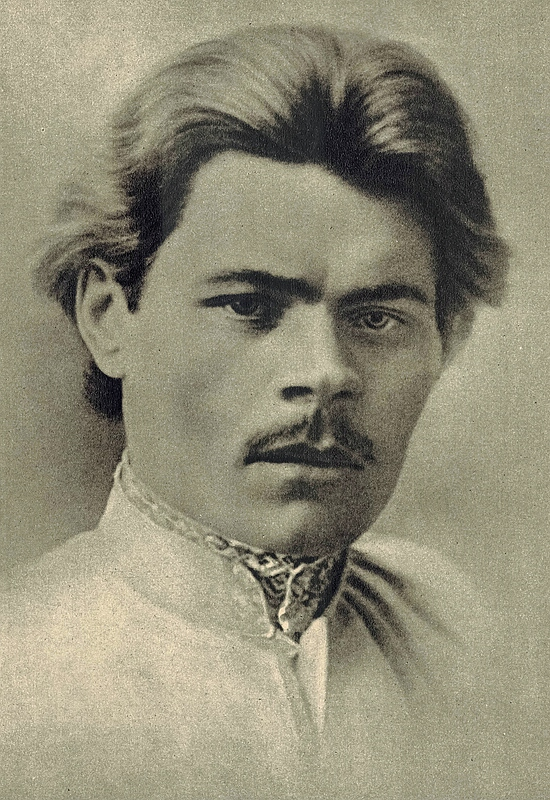
Gorki anno 1889

## Handlung

### Kriminalfall
Die Arbeiter fordern von der Direktion, der Leuteschinder Ditschkow soll entlassen werden. Der 40-jährige Fabrikdirektor Michail Skrobotow, Kompagnon des 45-jährigen Fabrikbesitzers Sachar Bardin, hat sein ganzes Kapital in die Weberei gesteckt. Er will als Repressalie die Fabrik zeitweise schließen, weil er die nächste Forderung der Arbeiter fürchtet. Skrobotow bewaffnet sich, geht vor und wird von dem Arbeiter Andrej Akimow während einer tätlichen Auseinandersetzung erschossen. Vor seinem Tode hatte Skrobotow noch mit einem Telegramm an den Vizegouverneur das Militär zu Hilfe gerufen. Rittmeister Bobojedow und sein Wachtmeister Kwatsch rücken mit ihren Soldaten an und finden rasch die Hintermänner. Der Kontorist Sinzow alias Maxim Markow, ein Sozialist, instruiert in der Weberei den jungen Schlosser Alexej Grekow und den älteren Weber Jefim Lewschin. Genosse Grekow wiederum – in Smolensk bereits als revolutionärer Propagandist auffällig geworden – leitet eine Gruppe jüngerer und Lewschin eine Gruppe älterer Arbeiter an.

### Konflikt
Im Stück werden zwei Konflikte abgehandelt. Der erste hängt mit dem oben skizzierten Kriminalfall zusammen und thematisiert die Industrialisierung des bäuerlich geprägten Russlands. Der zweite Konflikt macht verschiedene Ansichten der russischen Oberschicht zu dieser Industrialisierung deutlich. So lebt der erste Akt von den Differenzen des Fabrikdirektors Michail Skrobotow mit dem Fabrikbesitzer Sachar Bardin. Letzterer sieht die Arbeiter mehr als Bauern im Schlosseranzug nach dem Motto: „Der Bauer hat ein in Jahrhunderten anerzogenes Gefühl der Achtung vor dem Gutsherrn“. Michail Skrobotow schäumt vor Wut, weil er sich mit einem Gutsherrn eingelassen hat. Bardins Ehefrau Polina passt zu ihrem Mann. Sie fürchtet, die armen Arbeiterfamilien könnten nach Schließung der Fabrik ohne täglich Brot zu Hunderten verhungern. Polinas 18-jährige Nichte Nadja ist in der Hinsicht noch viel schlimmer. Sie lässt sich mit dem redegewandten Arbeiter Grekow in verfängliche Gespräche ein und zeigt im Verlaufe des Stücks zunehmend Verständnis für die Feinde ihres Onkels Michail. Mit ihren aufmüpfigen Reden geht Nadja so weit, dass sie Rittmeister Bobojedow gegen Ende des Stücks eine Revolutionärin schimpft. Darauf Nadja: „Dann bin ich eben eine Revolutionärin.“

## Zitate
- Fabrikdirektor Michail Skrobotow: „Es riecht nach Sozialismus... jawohl!“[3]
- Die Prophetie des Stellvertretenden Staatsanwalts Nikolai Skrobotow: „Was können uns diese Leute [Sozialisten] bringen? Nichts als Zerstörung. Und denken Sie an meine Worte: bei uns wird diese Zerstörung furchtbarer sein als irgendwo anders...“[4]

## Form
Auf den ersten Blick sind in Gorkis Schwarzweißmalerei Gut und Böse säuberlich geschieden. Die Guten werden, wie oben angedeutet, von Sinzow angeführt – laut Bühnenanweisung „haben Gesicht und Gestalt [Sinzows] etwas Ruhiges und Bedeutendes“. Und überhaupt sind alle Arbeiter, die eine Rolle spielen, gut. Doch nicht alle Kapitalisten sind schlecht. Der Fabrikbesitzer Sachar Bardin – nach eigenen Worten „mehr Gutsbesitzer als Industrieller“ – beteuert mehrfach, er wolle nur Gutes. Letztendlich muss er erkennen – der Titel sagt es aus, die Arbeiter sind seine Feinde.
Am Beispiel des Kontoristen Pologij wird ersichtlich, wie routiniert Gorki sein Stück gebaut hat. Gleich zu Anfang wird dieser Liebediener Pologij als unsympathisch hingestellt, wenn er die Arbeiter anzeigen will, nur weil sie ein paar Gurken aus seinem Gemüsebeet gestohlen haben. Später dann nach dem Tode seines Bruders Michail sagt der 35-jährige Stellvertretende Staatsanwalt Nikolai Skrobotow zu Rittmeister Bobojedow, Pologij könne nützlich sein. So kommt es auch. Der Kontorist kennt sich unter den Arbeitern genau aus und sagt im Verhör gegen sie aus. Indem sich Pologij eindeutig gegen die Arbeiter stellt, erhält seine anfängliche Aussage zum Ablauf der tätlichen Auseinandersetzung für den sinnsuchenden Zuschauer beträchtliches Gewicht: „Der Herr Direktor [Michail Skrobotow] war sehr erregt... und trat einen Arbeiter in den Bauch.“ Michail hatte zuvor seinem Bruder Nikolai einen Revolver gezeigt. Wenn zu Ende des Stücks Lewschin zum Schützen Akimow spricht: „… er  [Michail Skrobotow] hat dir die Pistole auf die Brust gesetzt, und da hast du eben...“, dann kann sich der Zuschauer den Tathergang zusammenreimen: Der Fabrikdirektor erlag einem Schuss aus der eigenen Waffe. Dazu passt das Gerücht: „Man sagt, Skrobotow wollte schießen, aber jemand entriß ihm den Revolver und...“
Der Auftritt tief-tragischer, urkomischer und handlungstragender Charaktere erscheint dem Zuschauer in jedem der drei Fälle glaubhaft. Tragik: Die Witwe des Fabrikdirektors Michail Skrobotow – das ist die 30-jährige Kleopatra – kann ihren Zorn auf die Bardins nicht verhehlen: „Nur Ihr mit Eurer verfluchten Schlappheit habt ihn [den Toten] auf dem Gewissen!“ Sachar Bardin sei ein Waschlappen, weil er auf alle Forderungen der Aufrührer eingegangen ist. Komik: Der alte General a. D. Petschenegow, Onkel der Bardins und sein Faktotum Konj, ein abgedankter Soldat, geistern als seltsam-schrulliges Paar durch das unterhaltsame Stück. Handlungsträger: Aus dem Künstlermilieu darf in dem Zusammenhang die 28-jährige Schauspielerin Tatjana und an deren Seite ihr 40-jähriger Ehemann Jakow Bardin, ein Trinker – das ist Sachar Bardins Bruder – nicht unerwähnt bleiben. Tatjana hat als bereits in Woronesch erfolgreich aufgetretene Aktrice die uneingeschränkte Hochachtung des hinterhältig-garstigen Bösewichts im Stück. Gemeint ist Rittmeister Bobojedow. Viel mehr noch: Tatjana spielt im Stück als Repräsentantin der russischen Sittlichkeit, Menschlichkeit und Vernunft eine tragende Rolle.

## Rezeption
- 1907 Plechanow: Zur Psychologie der Arbeiterbewegung. Maxim Gorki: „Die Feinde“[7]
- 1907 Besprechungen von Lunatscharskij und Worowskij[8]
- August 1960: Warm[9] spricht zwei Wahrheiten aus. „Jede Gestalt wird in den Kampf zwischen den Webern und den Fabrikbesitzern hineingezogen... Allein Nadja [aus dem Fabrikbesitzer-Lager] findet den Weg zur Revolution...“
- Ludwig widmet dem Stück in ihrem Gorki-Buch ein eigenes Kapitel[10]. Der Autor habe seine Feinde ein „fröhliches und einfaches“ Stück genannt. Ludwig zitiert den russischen Zensor zum Verbot des Stücks im Februar 1907: Es werde „die unversöhnliche Feindschaft zwischen Arbeitern und Arbeitgebern gezeigt, wobei die ersteren als standhafte Kämpfer geschildert sind, die bewußt das gesteckte Ziel – die Vernichtung des Kapitals – verfolgen, während letztere als engstirnige Egoisten erscheinen.“[11]

## Deutschsprachige Ausgaben
- Feinde. Mit einem Nachwort von Günter Warm. Aus dem Russischen übertragen von O. D. Potthoff. Reclam, Leipzig 1961 (RUB 7672), 106 Seiten

### Verwendete Ausgabe
- Feinde. Deutsch von Georg Schwarz. Mit einem Nachwort und Anmerkungen von Ilse Stauche. S. 561–651 in: Maxim Gorki: Dramen II. 672 Seiten. Bd. 21 aus: Eva Kosing (Hrsg.), Edel Mirowa-Florin (Hrsg.): Maxim Gorki: Gesammelte Werke in Einzelbänden. Aufbau-Verlag, Berlin 1974

## Anmerkung
1. ↑  Zwei Bösewichter fallen ins Zuschauerauge. Der andere ist der Stellvertretende Staatsanwalt Nikolai Skrobotow. Sinzow weiß über ihn genauer Bescheid: „Ihm unterstehen... in der Stadt... die politischen Prozesse, und er behandelt die Häftlinge abscheulich.“ (verwendete Ausgabe, S. 610, Mitte)